# Mercedes-Benz «Kurzhauber»
Mercedes-Benz «Kurzhauber» (нем. «короткий капот») — семейство среднетоннажных грузовых автомобилей компании Mercedes-Benz. Серийное производство автомобилей длилось с 1959 по 1995 год.

## История
L-серия была впервые выпущена в Германии в 1959 году и выпускалась на экспорт до 1995 года, долгое время после того, как внутренние немецкие продажи закончились. L-серия имела большой экспортный успех для Mercedes-Benz и стала очень популярной на Ближнем Востоке, в Южной Америке и Африке. В Аравии L-серия в конфигурации спальной кабины (модель «LS») почти исключительно справлялась с тяжёлой дорожной тягой.
Первоначально на заводе Mercedes в Мангейме были построены грузовики среднего веса (L323 и L327, с рядными шестью дизелями мощностью 110 л. с. или 81 кВт), предназначенные для более коротких поставок и строительных работ. Более тяжёлые грузовики для дальних и тяжёлых строительных работ были построены на заводе Гаггенау. Они были обозначены как L337 и L332B (L334B с 1960 года), с общим весом 12 Т (26 500 фунтов) или 19 т (41 900 фунтов) и шестицилиндровым дизельным двигателем мощностью 172—180 л. с. (127—132 кВт). В 1962 году был добавлен более мощный 19-тонный L334C, предназначенный в основном для экспорта. Обозначения модели представляли собой набор буквенных комбинаций, отражающих предполагаемое использование автомобиля, пока летом 1963 года не была введена новая система, включающая общий вес и мощность двигателя.
5,7-литровый (5675 см³) OM352 был первым дизельным двигателем Mercedes-Benz с непосредственным впрыском. Дебютировав в 1964 году, 130 л. с. (96 кВт) был установлен в Kurzhauber в серии 1967 L/LP 1113B («11» для тоннажа, «13» для десятков лошадиных сил). Двигатель постепенно распространялся по всему диапазону, заменяя более ранние агрегаты непрямого впрыска.
Точно так же, как Dodge Power Wagon стал синонимом нефтеразведки по всей Аравии в 1950-х годах, L-series вместе с Kenworth 953 стали двумя грузовиками, которые были синонимом бума нефтеразведки в Аравии на протяжении 1960-х годов. Многие дороги по всей Аравии не были покрыты до начала восьмидесятых годов, и не было никаких ограничений по весу или длине для автомобильных перевозок. Это означало, что грузовики перевозили более тяжёлые грузы, чем те, для которых они были предназначены, в некоторых случаях в три раза превышая максимальный расчётный вес груза, и при перевозке этих грузов L-серия приобрела репутацию прочной и надёжной. Почти все поставляющиеся в Аравию модели были оранжевого цвета, а поставляющиеся в Северную Африку модели были зелёного цвета.
Курцхауберы бразильского происхождения также собирались и продавались в Северной Америке до 1991 года, когда они были заменены новыми грузовиками класса 6 и 7 от Freightliner (FL60/FL70). Это был последний грузовик Mercedes-Benz, который продавался в Северной Америке до 2001 года, хотя значок Mercedes-Benz продолжал указывать происхождение двигателя на оснащенных таким образом грузовых лайнерах.

## Продолжение
После 1995 года производство в Южной Африке прекратилось, но было продолжено на заводах Mercedes-Benz в Южной Америке, где он уже строился десятилетиями. Грузовики, построенные в Бразилии, получили подтяжку лица в 1982 году, с квадратной решёткой радиатора из чёрного пластика и прямоугольными фарами для более современного вида. Бразильские грузовики Mercedes-Benz L-series собирались компанией Freightliner до конца 1990 года, что стало результатом покупки Daimler-Benz в 1981 году Орегонского производителя. Бразильские Курцхауберы продавались в США как грузовики класса 6/7 до 1991 года, когда их заменил Freightliner. Mercedes-Benz никогда не совершал каких-либо существенных вторжений на американский рынок, с 1,5-процентным проникновением на рынок в этом сегменте в 1989 году (было продано 2037 грузовиков).
В Аргентине L-серия производилась до 1997 года. Самые популярные версии этой линейки — Mercedes 1114, которые были известны под выражением «once-catorce» («одиннадцать-четырнадцать» по-английски). В настоящее время в Аргентине только Atron 1735 является единственным коротким капотом, изготовленным с 2016 года.
В Иране он известен как Benz Meiller, и до сих пор производится иранской компанией Iran Khodro как Khawar, предлагающийся в двух моделях: 2624 и 1924. Прежняя модель 2628 была снята с производства.